# Gakken Compact Vision TV Boy
Der Gakken Compact Vision TV Boy (jap.: TVボーイ, Hepburn: TV bōi, auch nur Compact Vision TV Boy genannt) ist eine stationäre Spielkonsole, die von Gakken entwickelt und im Oktober 1983 ausschließlich in Japan zu einem Preis von 8800 Yen veröffentlicht wurde.
Das System war als Konkurrent zum Cassette Vision von Epoch-sha angedacht, dessen Verkaufszahlen zur damaligen Zeit über 70 % des japanischen Konsolenmarkts ausmachten.
Die Konsole wurde Monate nach dem Nintendo Family Computer (Famicom) von Nintendo und dem SG-1000 von Sega veröffentlicht, die nur geringfügig teurer, dafür jedoch viel leistungsfähiger waren und eine größere Spieleauswahl zu bieten hatten. Außerdem veröffentlichte Epoch das Cassette Vision Jr., welches ähnliche Vorteile wie der Famicom und das SG-1000 bot und dazu günstiger war. Diese Faktoren führten dazu, dass der Gakken Compact Vision TV Boy bereits zu Veröffentlichung aufgrund eines zu hohen Preises und zu wenigen Spielen unattraktiv für Käufer war, was sich in niedrigen Verkaufszahlen niederschlug. Die Konsole gilt heute unter Sammlern und Retro-Gamern als ein seltenes Sammlerstück.

## Technische Daten
- Videoprozessor: Motorola MC6847[1]
- RAM: 2 kB[1]
- CPU (Spielmodule): Motorola MC6801 (8-Bit)[1][2] getaktet mit 4 MHz[2]
- Datei: 128 × 192 Pixel, 9 Farben, davon 4 gleichzeitig darstellbar[2]

## Spiele
Lediglich sechs Titel wurden offiziell für die Konsole in Form von Spielmodulen für jeweils 3800 Yen veröffentlicht:
- Excite Invaders
- Mr. Bomb
- Robotan Wars
- Super Cobra
- Frogger
- Urban War 200X Year

Alle Spiele sind für einen Spieler ausgelegt.